# Richard Price (entrepreneur)
Pour les articles homonymes, voir Richard Price (homonymie) et Price.

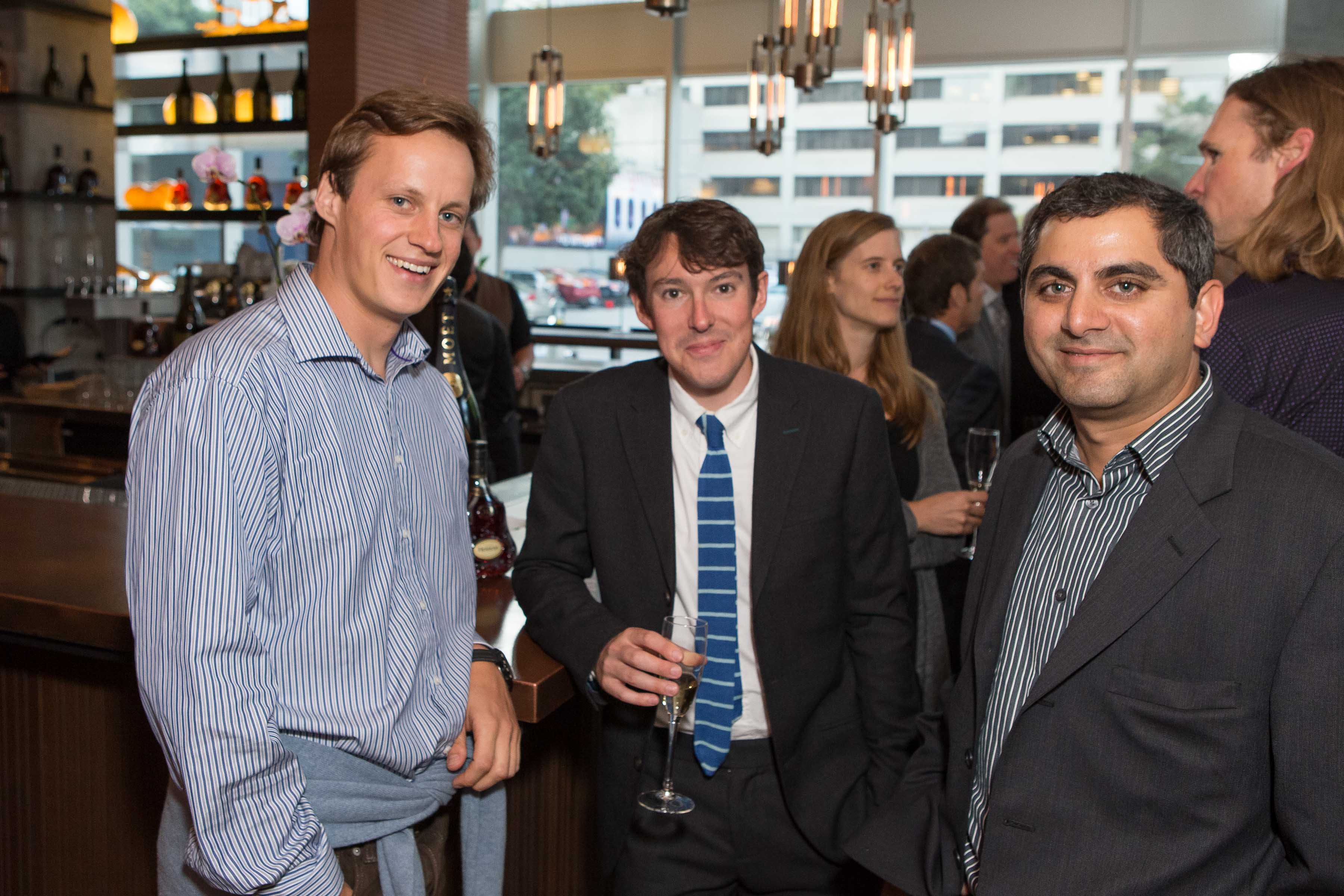
A gauche : Richard Price.

Richard Price est un entrepreneur britannique, fondateur du réseau social universitaire et site web de publication en libre accès Academia.edu,.

## Carrière
Price naît et grandit en Angleterre, où il obtient un doctorat en philosophie à l’Université d’Oxford. En 2004, Price reçoit une bourse du All Souls College. Durant son séjour à Oxford, Price lance la « Richard's Banana Bakery », un service de livraison de gâteaux aux bananes destiné aux cafés, avant de lancer « Dashing Lunches », qui vend des sandwichs directement aux consommateurs. En 2006, il crée une application Facebook permettant aux utilisateurs d'évaluer les photos de leurs amis. L’application demeure la plus populaire sur Facebook pendant neuf mois. Après l’obtention de son diplôme à Oxford, Price juge fâcheux le temps qui a été nécessaire pour que son travail soit examiné par des pairs et publié. Il décide donc de créer une plateforme sur laquelle les universitaires pourraient publier et assurer la diffusion de leurs recherches, avec possibilité d’évaluation par les pairs. En 2007, Price recueille 600 000 dollars auprès de sociétés de capital risque londoniennes et s’installe à San Francisco, en Californie, où il lance Academia.edu en septembre 2008,,.
En 2014, le site web comptait plus de 10 millions d'utilisateurs enregistrés, ayant téléversé plus de 2,9 millions d'articles. En 2016, la société avait réuni 17,7 millions de dollars grâce au financement,.